# Quartier JAK Donaten
Le quartier JAK Donaten ou encore appelé Cité vie nouvelle est un quartier situé dans le premier arrondissement de Cotonou dans le département du Littoral au Bénin

## Adminitration
Situé dans le premier arrondissement de Cotonou dans le département du Littoral au Bénin le quartier JAK Donaten tient son nom de l’ancien homme politique béninois, Joseph Adjignon Kèkè, qui est à l’origine de sa création. 

## Spécificité
Le quartier est réputé pour son calme, sa propreté, sa sécurité et sa plage. C'est l'un des quartiers les plus huppés de la ville de Cotonou,,,.

## Démographie
Selon un rapport de février 2016 de l'Institut National de la Statistique et de l'Analyse Économique (INSAE) du Bénin intitulé Effectifs de la population des villages et quartiers de ville du Bénin, le quartier JAK Donaten comptait 2579 habitants en 2013.